# Сайдер
Сайдер (на френски: Cidre) е слабоалкохолна напитка, обикновено газирана, направена от ферментирал ябълков сок, без добавяне на дрожди.

## История
Алкохолната ферментация на ябълките е открита още в древни времена.
Според една легенда изобретяването на сайдера се приписва на Карл Велики (VIII—IX в.), който веднъж седнал върху торба с презрели ябълки, те се смачкали, и в резултат се получил сайдер.
Първите източници които споменават производството на „сайдер“ в Испания са от ХІІІ в. Впоследствие технологията е пренесена в Нормандия и Савоя и през ХІХ век сайдерът е втората по разпространение напитка във Франция.

## Характеристика
Сайдерът е слабо газиран, леко сладък и леко кисел. Напитката има златист или зеленикав цвят и силен ябълков аромат. Алкохолното съдържание е около 6 – 7 об. %, като според захарността сайдерът бива от сух до сладък.

## Производство
Обикновените ябълки не са подходящи за производство на ябълковото вино поради ниското съдържание на танини, поради което за получаването на сайдер се ползват специални сортове ябълки.
Най-качествените сайдери се произвеждат във Франция, в регионите Нормандия и Бретан. Френският сайдер се предлага на пазара в три разновидности:
- Doux – леко сладък сайдер с алкохолно съдържание по-малко от 3 °.
- Demi-sec – сайдер с алкохолно съдържание над 3 °.
- Brut – леко горчив сайдер с алкохолно съдържание над 4 °.

В Германия сайдерът е известнен под името Апфелвайн (на немски: Apfelwein – ябълково вино), като във Франкфурт на Майн ежегодно в началото на есента се провежда Фестивал на сайдера – Apfelweinfest. Сайдерът също така е популярен и се прави в Испания, особено в Баския и Астурия. Сайдер се произвежда и във Великобритания, Ирландия, Финландия, Русия, САЩ, Канада, Мексико, Чили, Япония, Корея, Южна Африка и др.
В СAЩ и Канада с името сайдер обикновено наричат безалкохолна напитка – вид ябълков сок, а алкохолният сайдер се нарича „hard cider“ (твърд сайдер).

## Суровина
Сайдерът се използва не само като напитка, но и като изходен материал за производство на алкохолната напитка „калвадос“ – ябълково бренди, получено чрез дестилация на сайдер.